# Olympische Sommerspiele 1952/Teilnehmer (Singapur)
| Gelbes Symbol für Goldmedaillen mit stilisierten Olympischen Ringen | Graues Symbol für Silbermedaillen mit stilisierten Olympischen Ringen | Braundes Symbol für Bronzemedaillen mit stilisierten Olympischen Ringen |
| ------------------------------------------------------------------- | --------------------------------------------------------------------- | ----------------------------------------------------------------------- |
| —                                                                   | —                                                                     | —                                                                       |

Singapur nahm an den Olympischen Sommerspielen 1952 in der finnischen Hauptstadt Helsinki mit fünf Sportlern, einer Frau und vier Männern, an sieben Wettbewerben in drei Sportarten teil.
Nach 1948 die zweite Teilnahme eines singapurischen Teams an Olympischen Sommerspielen.

## Flaggenträger
Der Gewichtheber Thong Saw Pak trug die Flagge Singapurs während der Eröffnungsfeier im Olympiastadion.

## Teilnehmer nach Sportarten

### Gewichtheben
Bantamgewicht (bis 56 kg)
- Lon bin Mohamed Noor
Finale: 275 kg, Rang 8
Militärpresse: 77,5 kg, Rang 11
Reißen: 85 kg, Rang 9
Stoßen: 112,5 kg, Rang 7

Federgewicht (bis 60 kg)
- Chay Weng Yew
Finale: 312,5 kg, Rang 6
Militärpresse: 87,5 kg, Rang 12
Reißen: 97,5 kg, Rang 5
Stoßen: 127,5 kg, Rang 3

Leichtgewicht (bis 67,5 kg)
- Thong Saw Pak
Finale: Wettkampf nicht beendet
Militärpresse: 95 kg, Rang 11
Reißen: kein gültiger Versuch
Stoßen: nicht angetreten

### Leichtathletik
Frauen
100 m
- Tang Pai Wah
Vorläufe: in Lauf 3 (Rang 4) mit 13,8 s (handgestoppt) bzw. 14,08 s (elektronisch) nicht für die Viertelfinalläufe qualifiziert

80 m Hürden
- Tang Pai Wah
Vorläufe: in Lauf 3 (Rang 5) mit 12,8 s (handgestoppt) bzw. 13,09 s (elektronisch) nicht für die Halbfinalläufe qualifiziert

### Schwimmen
100 m Freistil
- Neo Chwee Kok
Vorläufe: in Lauf 2 (Rang 3) mit 1:00,6 min (+1,1 s) nicht für die Halbfinalläufe qualifiziert

400 m Freistil
- Neo Chwee Kok
Vorläufe: in Lauf 2 (Rang 3) mit 4:57,5 min (+14,2 s) nicht für die Halbfinalläufe qualifiziert